# Günther Neureuther
Günther Neureuther (Steingaden, RFA, 6 de agosto de 1955) es un deportista alemán que compitió para la RFA en judo.
Participó en dos Juegos Olímpicos de Verano en los años 1976 y 1984, obteniendo dos medallas, plata en Montreal 1976 y bronce en Los Ángeles 1984. Ganó tres medallas en el Campeonato Mundial de Judo entre los años 1979 y 1985, y seis medallas en el Campeonato Europeo de Judo entre los años 1974 y 1985.

## Palmarés internacional
| Juegos Olímpicos   | Juegos Olímpicos             | Juegos Olímpicos  | Juegos Olímpicos |
| Año                | Lugar                        | Medalla           | Categoría        |
| ------------------ | ---------------------------- | ----------------- | ---------------- |
| 1976               | Montreal (Canadá)            | Medalla de plata  | +93 kg           |
| 1984               | Los Ángeles (Estados Unidos) | Medalla de bronce | –95 kg           |
| Campeonato Mundial |                              |                   |                  |
| Año                | Lugar                        | Medalla           | Categoría        |
| 1979               | París (Francia)              | Medalla de bronce | –95 kg           |
| 1983               | Moscú ( URSS)                | Medalla de bronce | –95 kg           |
| 1985               | Seúl (Corea del Sur)         | Medalla de bronce | –95 kg           |
| Campeonato Europeo |                              |                   |                  |
| Año                | Lugar                        | Medalla           | Categoría        |
| 1974               | Londres (Reino Unido)        | Medalla de plata  | –93 kg           |
| 1979               | Bruselas (Bélgica)           | Medalla de bronce | –95 kg           |
| 1982               | Rostock (RDA)                | Medalla de plata  | –95 kg           |
| 1983               | París (Francia)              | Medalla de bronce | –95 kg           |
| 1984               | Lieja (Bélgica)              | Medalla de oro    | –95 kg           |
| 1985               | Hamar (Noruega)              | Medalla de bronce | –95 kg           |